# 유대교와 기독교의 분열
기독교는 제2성전 유대교에 뿌리를 두고 있지만 기독교 시대의 첫 세기에 두 종교가 갈라지기 시작다. 유대교인, 유대 기독교인, 사도 바울로의 이방인 기독교의 상호작용이 있었다. 정확히 두 종교가 갈라진 시점은 논쟁거리다.